# 中國農產品交易
中國農產品交易有限公司，簡稱中國農產品交易（英語：China Agri-Products Exchange Limited，港交所：0149），在1973年成立，以及同年3月12日上市，根據2011年報資料，宏安集團有限公司和聯營公司已持有28.22%股權。
其前身為「港澳發展有限公司」、「港澳控股有限公司」、「港澳國際控股有限公司」、「寶榮坤國際控股有限公司」、「中國數碼港有限公司」、「中國置地集團有限公司」、「中國高速集團有限公司」、「珀麗酒店集團有限公司」。
當時主要經營香港房地產，現時業務是投資、經營和管理農副產品批發市場為核心業務的企業，該總部位於香港九龍九龍灣宏光道39號宏天廣場31樓3201室。主席及總裁為鄧清河。
主要資產包括武漢白沙洲農副產品大市場、玉林宏進農產品批發市場，以及徐州農副產品中心批發市場。

## 連結
- CnAgri-Products.com（页面存档备份，存于）